# Вій банші
«Вій банші» (англ. Scream of the Banshee) — фільм жахів американського режисера Стівена Міллера 2011 року. Прем'єра картини відбулася в рамках After Dark Horrorfest. Слоган фільму «Вона повернулася через тисячі років».

## Зміст
В американському виші до учнів потрапляє стара лицарська рукавичка і таємничий металевий ящик. Допитливі хлопці виявляють, що цей ящик можна відкрити за допомогою древньої частини обладунків. Усередині вони знаходять голову жахливого створіння. Вони не підозрюють, що випустили назовні зло, яке недаремно було приховане від очей людей багато століть.

## Ролі
- Моніка Акоста — детектив
- Ерік Ф. Адамс — Семуель Пейдж
- Марселль Баер — Шейла Вілан
- Ерік Браун — офіцер Сіу
- Лінн Кокран — Джейні
- Томас С. Деніел — лицар Дункан
- Кейсі Емас — школярка
- Тодд Геберкорн — Отто
- Люсі Гейл — Лорен Еббот
- Ленс Генріксен — Бродерік Дункан
- Гаррет Гайнс — Кертіс
- Лорен Голлі — професор Айла Вілан
- Кейден Кесслер — Дженко Родрігес
- Дон Лінкольн — детектив
- Кім Ормістон — Банші